# Sanicula chinensis
Sanicula chinensis là một loài thực vật có hoa trong họ Hoa tán. Loài này được Bunge miêu tả khoa học đầu tiên năm 1835.

## Hình ảnh

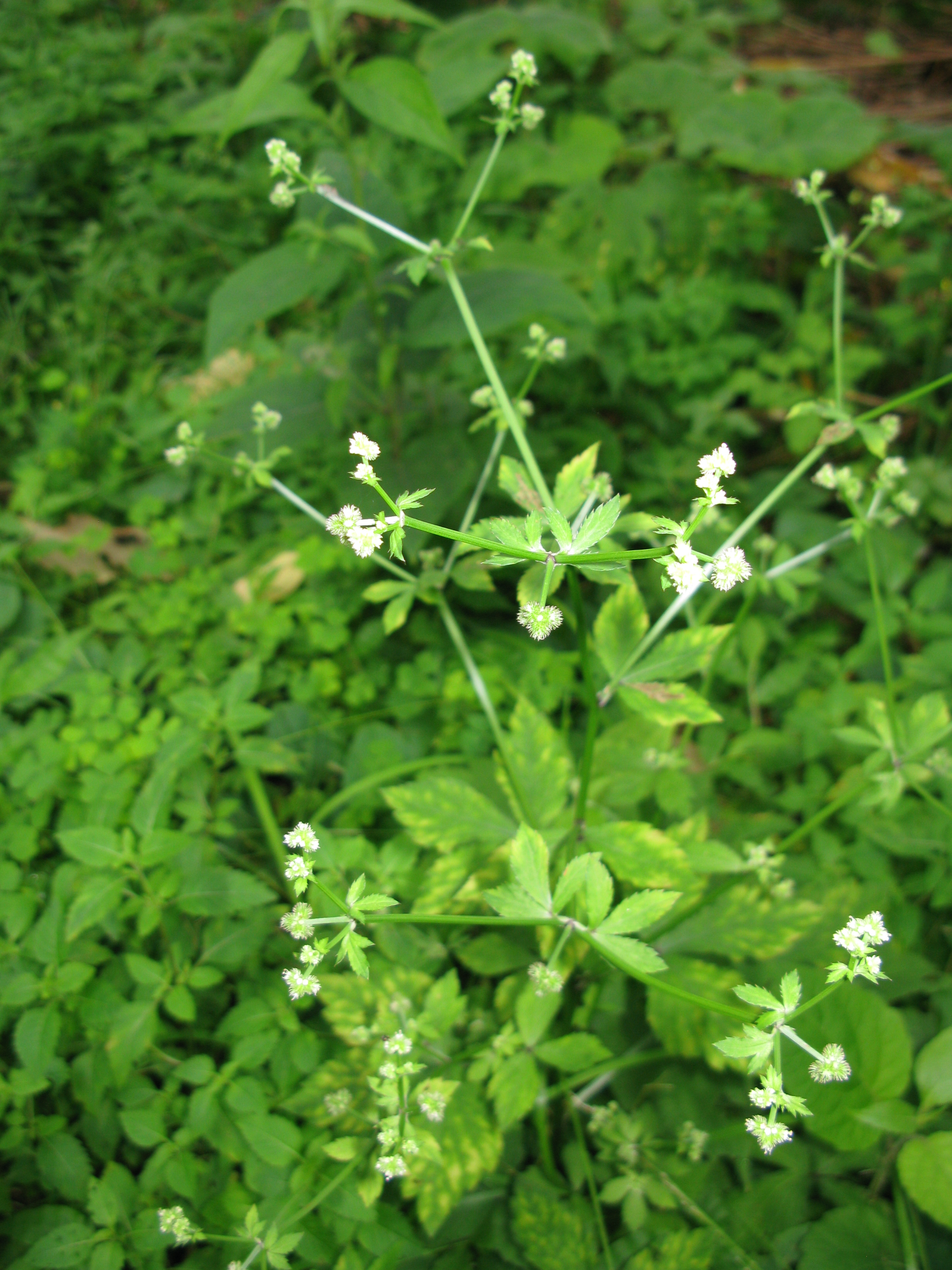
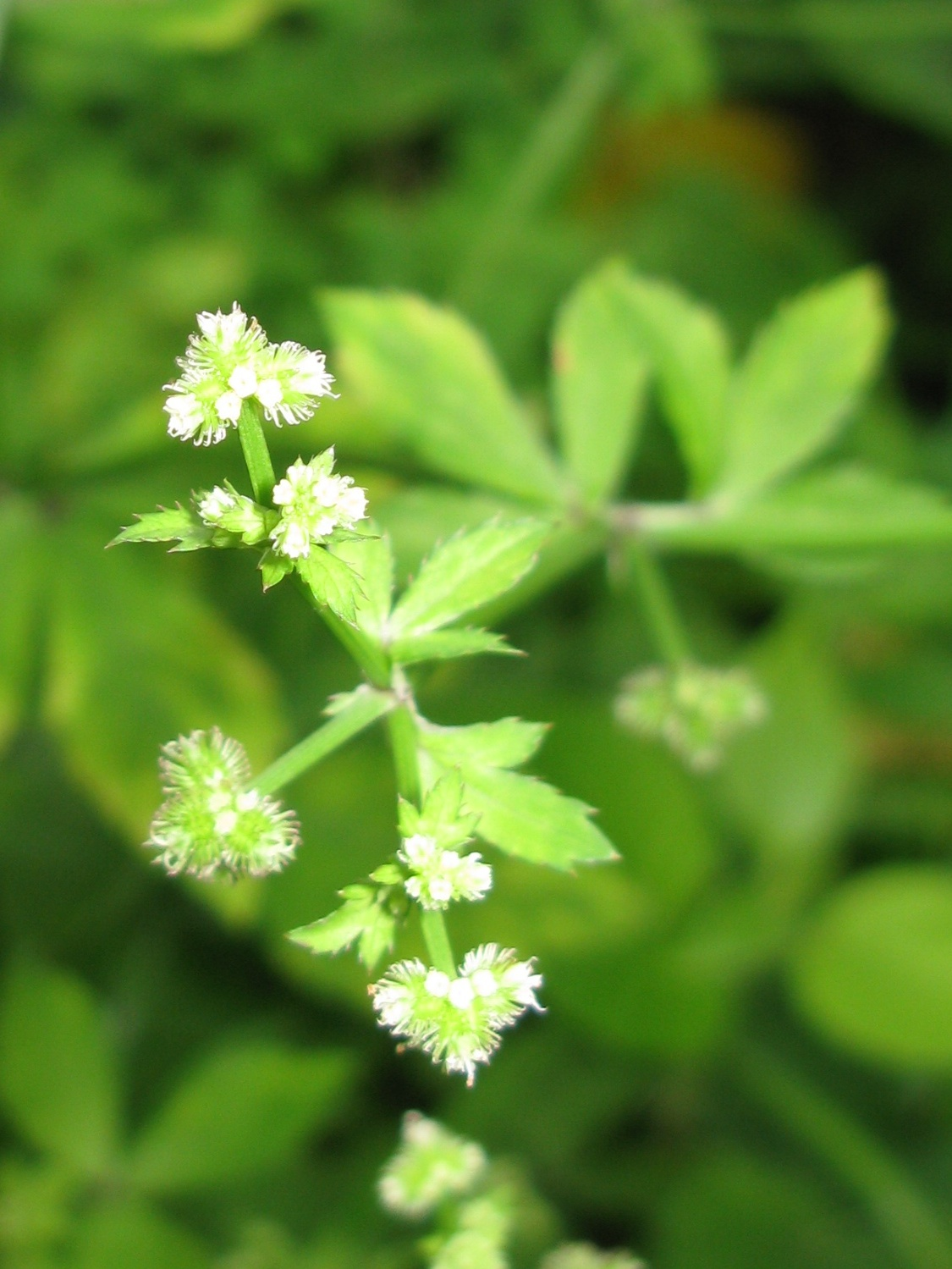